# Andrea Masiello
Andrea Masiello (ur. 5 lutego 1986 w Viareggio) – włoski piłkarz występujący na pozycji obrońcy w Atalancie BC.

## Kariera klubowa
Masiello jest wychowankiem AS Lucchese-Libertas. Dwukrotnie wystąpił w barwach seniorów tej drużyny.
W 2003 trafił do Juventusu, gdzie występował głównie w Primaverze. Zadebiutował jednak w Serie A 20 kwietnia 2005, w meczu z Interem Mediolan. Jego drużyna przegrała na własnym stadionie 0:1. W 2005 został wypożyczony z Juventusu do Serie B, a konkretnie do US Avellino. W lidze rozegrał aż 39 spotkań, a jego drużyna spadła do niższej ligi.
Dwa lata później trafił do Genoi FC. Przebywał tu przez jeden sezon, w którym rozegrał 15 spotkań i strzelił jedną bramkę. Genoa ostatecznie awansowała do Serie A.
W 2008 zawodnik został wypożyczony do AS Bari, a następnie wykupiony na stałe przez ten zespół. Początkowo grał z drużyną w Serie B, jednak w 2009 Bari awansowało do Serie A.

## Kariera reprezentacyjna
Reprezentował trzy grupy wiekowe Włoch: U-18, U-19 i U-20. Najwięcej grał w tej drugiej, bowiem 16-krotnie pojawiał się na boiskach.